# 사보이 레코드
사보이 레코드(Savoy Records)는 미국의 재즈, 가스펠, 소울, 알앤비, 블루스를 취급하는 레이블이다. 1940년대 중반에 시작하여, 비밥 장르를 대중화하는데 중요한 기여를 하였다.

## 역사
1942년 뉴저지주의 허만 루빈스키가 설립했다. 1960년대 초반에는 아치 솁, 선 라 등 아방가르드 재즈 음악가들에게 기회를 줬다.

## 사보이에서 녹음한 음악가들
- 캐넌벌 애덜리
- 존 콜트레인
- 마일스 데이비스
- 스탠 겟츠
- 덱스터 고든
- 리 모건
- 찰리 파커
- 레스터 영
- 아트 페퍼